# Kościół św. Wawrzyńca w Szczepankach
Kościół świętego Wawrzyńca w Szczepankach – rzymskokatolicki kościół parafialny należący do parafii pod tym samym wezwaniem (dekanat Łasin diecezji toruńskiej).
Jest to świątynia wzniesiona przez zakon krzyżacki w pierwszej połowie XIV wieku. W latach 1609–1610 dzięki staraniom proboszcza z Łasina została odnowiona, ale zniszczyły go wojska szwedzkie w latach 1626-1629. Kilkadziesiąt lat później, w 1670 roku, świątynia wzmiankowana była jeszcze jako ruina. Odbudowana, na przełomie XIX i XX wieku została rozbudowana o zakrystię.
Kościół został zbudowany z cegły w układzie gotyckim na cokole z kamienia polnego, jako budowla orientowana. Świątynia składa się z salowego korpusu na planie prostokąta i kwadratowej, czterokondygnacyjnej wieży od strony zachodniej. Zakrystia po stronie północnej powstała w XIX wieku. Wieża w narożnikach wzmocniona jest na całej wysokości masywnymi, trójuskokowymi szkarpami, posiada liczne otwory maculcowe. Do wnętrza kościoła wchodzi się przez portal z kruchty podwieżowej i portal ostrołukowy, znajdujący się w ścianie południowej korpusu.
17 września 2015 ks. bp Andrzej Suski poświęcił dwa nowe dzwony kościoła, o imionach  Wawrzyniec i Wojciech.